# Origanum calcaratum
Origanum calcaratum là một loài thực vật có hoa trong họ Hoa môi. Loài này được Juss. mô tả khoa học đầu tiên năm 1789.